# Campanya de Tamerlà a l'Índia
La campanya a l'Índia de Tamerlà fou una expedició militar per sotmetre el sultanat de Delhi i altres regnes, que va durar un any, entre la sortida a l'abril de 1398 i la tornada l'abril de 1399.

## Antecedents
Sarang Khan Lodi (cosí de Dawlat-Khan Lodi, el katwal de Delhi) va rebre l'ikta (feu) de Dipalpur i el seu germà petit Mallu Ikbal fou nomenat segon wazir del sultanat de Delhi. La rodalia de Delhi estava agitada i el maig de 1394 el sultà Mahmud Xah Tughluq va enviar l'eunuc Malik Sarwar (que tenia el títol de Khwadja Djahan) a reprimir una revolta d'un zamindari hindú a Jaunpur i li va donar el títol de Sultan al-Shark. A causa del seu èxit va dominar el territori i fou el fundador de la dinastia xàrquida de Jaunpur. Al mateix temps Bir Singh Deva, rajput tomara de Dandaroli, va atacar Gwalior que va ocupar (juny de 1394) i el mateix Mahmud Xah va marxar contra la ciutat acompanyat de Saadat Khan (Abd al-Rashid Khan Sultani que tenia el títol de Saadat Khan i el càrrec de barbek) deixant el govern a Delhi al seu hereu presumpte, Mukarrab Khan. Quan s'acostaven a Gwalior alguns amirs dirigits per Mallu Ikbal van conspirar per assassinar el sultà, però Saadat se'n va assabentar i va fer matar els implicats excepte Mallu que va poder fugir cap a Delhi on va demanar protecció a Mukarrab Khan.
Mahmud i Saadat van retornar a la capital que els va tancar les portes; Delhi fou assetjada durant tres mesos durant els quals Mahmud Xah es va enemistar amb Saadat i es va reconciliar amb Mukarrab; Saadat va fugir a Firuzabad, que va ocupar el gener del 1395, i va proclamar sultà un net de Firuz Shah, Nusrat Khan; però els esclaus turcs que seguien Saadat se li van girar aviat en contra. Saadat va fugir a Delhi i va demanar protecció altre cop a Mukarrab però aquest el va fer matar.
La resta dels esclaus turcs revoltats a Firuzabad (que dominaven aquesta ciutat, part del Doab, Sambhal, Panipat i Rohtak) van seguir lleials a Nusrat Khan (ara Nusrat-Xah Tughluq) mentre Mahmud Xah tenia el suport dels lodis i exercia a Delhi amb Mukarrab i dominava la fortalesa de Siri. Mahmud va regnar uns anys en els quals les dues parts van lluitar en petits combats.
El 1398 Mallu Ikbal, que era a Delhi, va cridar Nusrat Xah a Jahanpanah i li va jurar fidelitat, però no va tardar a atacar-lo i Nusrat va fugir cap a Firuzabad i després a Panipat al costat del seu wazir Tatar Khan. Mallu Ikbal va ocupar Firuzabad i durant dos mesos va combatre contra Mukarrab fins que el va matar, però en canvi va respectar Mahmud Xah, que va reconèixer com a sultà i sobre el qual va exercir gran influència. El seu poder no anava gaire més lluny de Delhi (fins a Palam); segons l'historiador Abd-al-Qàdir Badauni, el Gujarat, Rajasthan, Bengala i Bihar s'havien fet independents i Kanauj, Dalmaw, Oudh i Bahraich formaven ara part del sultanat de Jaunpur. Els zamindaris hindús a l'occident i orient de Delhi s'havien revoltat i al nord-oest Multan estava en mans de Sayyid Khizr o Khidr Khan (després sultà Sayyid Khidr Khan 1414-1421).
El 1395 Khidr Khan es va enfrontar a Dawlat-Khan Lodi, governador de Dipalpur i germà de Mallu Ikbal, i fou fet presoner; Sarang va ocupar Multan, i després va derrotar Shaykha Khokar i va nomenar el seu germà petit Adil Khan governador de Lahore. Però el 8 d'octubre de 1397 Sarang fou derrotat pel wazir Tatar Khan a la batalla de Kotla; Khidr Khan que per aquest temps es va poder escapar, es va unir a Tamerlà que poc després va envair el Panjab i que ja havia enviat una avantguarda manada pel seu net Pir Muhammad.

## Expedició a l'Índia de Pir Muhammad ibn Jahangir (1398)
Pir Muhammad ibn Jahangir era el governador de Kunduz, Balkh, Kabul, Gazni i Kandahar. L'hivern del 1397-1398 va rebre l'ordre de Timur d'agrupar les tropes de les províncies per a fer una expedició a l'Índia; els primers van ser els uganis que vivien a les muntanyes de Sulayman Kuh, territori que van assolar; després van creuar l'Indus i van assaltar la ciutat d'Utsha; d'allí van arribar a Multan, que també van assetjar. Els contingents que assetjaven Multan feien un parell d'assalts al dia.

## Kafiristan (1398)
Timur amb les seves tropes va sortir cap a l'Índia el mes d'abril amb un exèrcit d'uns 90.000 homes. El príncep Muhammad Umar (fill de Miran Shah) fou deixat com a governador de Samarcanda. Passat Xahrisabz (Ciutat Verda o Kish) hi havia les muntanyes Hissar darrere les quals el pas assenyalat amb la porta (antigament de fusta i ferro, ja desaparegut en temps de Timur) de Temur Darmaza (Dar-i Ahanin) a les muntanyes Baysun Tau (literalment “Muntanyes que porten turbant” per la neu als cims) bessona de la porta del mateix nom a Derbent del Caucas a 7.200 km. El riu Oxus (Jihun, Jayhun, Jaihun en àrab, modern Amu Darya) fou passat a Tirmidh (modern Termez) en un pont de barques. De Khulm va passar a Aznik i Semenkan i cap a les muntanyes del Bakelan, fins a arribar a Andarab on va acampar. Allí va rebre queixes amb relació a atacs dels habitants de les muntanyes de Katwar, cap al Kafiristan, anomenats siapuxis, que vestien sempre de negre i exigien tribut anual als musulmans. Uns km més enllà del campament el pas de Khawak de 3.800 metres, marcava el límit amb les tribus kafirs, independents. Timur va agafar 3 homes de cada 12 i va deixar el comandament de la resta al seu fill Xah Rukh que va romandre a Gunandiktur (on generalment passava l'estiu). Timur va anar en poc mes d'un dia fins a Perjab (a 2 dies de camí) on deu mil homes manats pel príncep Rustem i per l'amir Burhan Aghlan van agafar el camí de l'esquerra a la recerca del siapuxis; Timur va seguir el camí amb un temps cada cop pitjor, i va arribar a Kauc on va trobar una fortalesa en ruïnes que va fer reconstruir. Els cavalls relliscaven, queien i es mataven. Les baixes eren elevades. Es va decidir viatjar de nit per evitar els perills del gel que es fonia durant el dia. Van deixar el cavalls i van intentar pujar la primera muntanya Katwar a la nit però com que hi havia molta neu gelada els infants no van poder ascendir; si que ho van poder fer al de dia. En els precipicis que eren intransitables es feien servir cordes. Timur, a causa de la seva edat, va haver de ser baixat 300 metres en llitera; els intents amb els seus cavalls no van funcionar i només dos van sobreviure i Timur va haver de caminar a peu com un infant mes. Però no estava disposat a parar per les dificultats i estava disposat a sotmetre als infidels abans de pensar en Delhi. Van poder arribar a una ciutadella dels katwaris (kafirs) el príncep del qual s'anomenava Oda o Odashu, situada al darrere d'un riu i protegida a l'esquena per una muntanya; la fortalesa fou evacuada pels katwaris que es van retirar cap a la muntanya deixant nomes algunes cabres. Timur va ordenar perseguir-los cap a la muntanya. Diversos amirs van fer operacions encertades. Els kafirs eren guerrers i van causar moltes baixes, sense saber que això provocaria la venjança despietada. Finalment es van rendir però ja era tard. Timur els va exigir obediència i adoptar la religió musulmana i a canvi respectaria vida i bens i els deixaria el seu territori; els katwaris llavors es van sotmetre i van acceptar totes les condicions; però a la nit van atacar el regiment de Shah Malik i el van exterminar quedant nomes vius alguns soldats tot i que ferits. En revenja Timur va fer presoners a 150 enemics als que va matar; després va atacar a la resta i va ordenar matar a homes i vells però respectar a les dones i canalla. Aquests fets van tenir lloc el mes de juny de 1398.
No hi havia notícies del príncep Rustem i de l'amir Burhan Aghlan i Timur va enviar a l'amir Muhammad Azad a buscar-los amb 400 turcs i 300 tadjiks (els habitants de Transoxiana que no eren ni turcs ni mongols). L'amir va arribar a la fortalesa dels siapuxis, que estava deserta. El contingent de Rustem i Burhan havia caigut en una emboscada en un congost; Burhan havia fugit sense combatre, cosa que va desmoralitzar a la tropa que va intentar fugir també però fou massacrada; entre els morts els amirs Shaikh Husayn Kurji, Dalat Shah Gebegi, i Adina. Muhammad Azad va derrotar els siapuxis i els va arrabassar el botí que havien fet; després va trobar a Burhan i als que havien pogut fugir i els va restituir les armadures i armes que havien perdut. Muhammad Azad va recomanar restar allí tota la nit però Burhan no li va fer cas i va marxar amb els seus homes. Yazdi diu que cap genguiskhànida de la raça de Kayat havia fet mai una acció tan innoble. Ja en una guerra anterior havia fet un acte de covardia i Timur l'havia perdonat però aquest acte destruïa la seva reputació per sempre.
Timur va enviar a Jalal al-Islam a explorar les vies per les muntanyes. Van sortir de la zona i van arribar a Kauk on va deixar una guarnició a la fortalesa reconstruïda. Després de 18 dies combatent a peu van recuperar els seus cavalls. Burhan Aghlan i Muhammad Azad van arribar també al campament imperial però Timur no va voler rebre el primer. En un moment que hi va coincidir el va tractar vergonyosament i finalment el va declarar criminal i el va expulsar de la cort. A Muhamad Azad en canvi li va donar diverses mostres d'afecte i un ascens. Fou aquí, a Kauk, que Timur va autoritzar el seu fill Shah Rukh a retornar a Khurasan mentre Timur va desacampar i va sortir en direcció a Kabul, passant per Tulle, les muntanyes del Hindu Kush i el Panjhir, acampant a una plana a Baran a uns 25 km de Kabul (agost).

## Recepcions d'ambaixadors i notables (1398)
Timur va anar després a acampar a la plana de Durin, on Timur va rebre alguns ambaixadors: el primer l'enviat per Timur Kutluq Aglan, kan de Kiptxak (Horda Blanca) que anunciava que es penedien de la seva desobediència passada quan, en contra del seu acord per portar els seus exèrcits a Timur, havia "vagat al desert com lladre sense llar", i va manifestar la seva esperança que l'afable emperador "oblidaria tots els pecats i faltes i creuaria amb línies de perdó les pàgines dels nostres mals"; un segon ambaixador venia de l'amir Edigu o Ideku (Idigu); i un tercer enviat per Khidr Khan de Mogolistan comprometent-se en la seva fidelitat. També allí van arribar altres personatges: en primer lloc el príncep mongol Taizi Aghlan que havia hagut de fugir de la cort de Mongòlia o país kalmuk, la seu del qual era Olug Yurt (Gran Horda), que es va refugiar amb Timur el qual li va donar diversos signes d'honor i consideració; també va arribar l'amir Xaikh Nur al-Din, fill de Sarbugha, amb la recaptació imperial de Pèrsia. En la presentació dels tresors recaptats, que eren extraordinaris, Nur al-Din, va intercedir pel príncep Burhan Aghlan. Sobre els tresors Yazdi va escriure que “era un tresor immens amb abundància de joies d'un preu inestimable; igualment animals propis per a la cacera i rapinyaires; lleopards, diners d'or, cinturons enriquits amb pedres precioses, armilles teixides d'or, coses de tots colors, armes i tota mena d'estris per a la guerra, cavalls àrabs amb cadires d'or, grans camells, diversos carruatges i mules d'equitació, estreps fins, cintes brodades d'or i plata; paraigües, marquesines, pavellons, tendes i cortines de color escarlata i de tots els colors".

## Sulayman Kuh (1398)
Després Timur va enviar el kan de Txagatai, Mahmud Khan (que des de la mort del seu pare el 1388 havia pujat al tron nominal de Txagatai), cap a l'Índia al front de l'ala esquerra de l'exèrcit. Malik Muhammad Ugani, germà de Lashkar Shah Ugani, el senyor local de les muntanyes Sulayman (Sulayman Kuh), va venir a queixar-se de que feia anys Musa Kerkes havia matat el seu germà, arrasat la vila d'Irjab i aniquilat a les tropes i dominava el territori, robant a tothom que passava pels camins dels seus dominis; ell mateix havia hagut de fugir per salvar la vida i s'havia dirigit a Gazni on vivia quan havia sabut que l'emperador estava de camí a l'Índia. Timur va fer cridar a Musa Kerkes, que contra el que s'esperava hi va acudir amb regals, i li va ordenar de restaurar la població d'Irjab, i a fi i efecte de fer-ho, li va facilitat tropes per ajudar-lo. Musa Kerkes va obeir les ordres de Timur i va posar a les seves tropes i les de Timur a treballar per restaurar Irjab.
Timur va reenviar a Sarai Mulk Khanum a Samarcanda junt amb el jove príncep Ulugh Beg. Seguidament va marxar cap a Irjab on va arribar en 4 dies; va trobar aquesta ciutat en plena reconstrucció, treballant a bon ritme. Els amirs Jalal al-Islam i Xah Malik van rebre l'encàrrec de restaurar les mesquites. El 8 de setembre de 1398 Timur va inspeccionar la població i va patir un atemptat suposadament instigat per Musa Kerkes. Timur va ordenar la detenció d'aquest. Timur va entregar a Musa (i 200 dels seus homes) a Malik Muhammad Ugani que els va matar a tots; després el país de Musa Kerkes fou saquejat i diversos caps foren massacrats; els bens dels dirigents també foren saquejats. Timur va donar el diploma d'investidura del principat, centrat a Irjab, a Malik Muhammad Ugani.

## Submissió de tribus paixtuns (1398)
El 9 de setembre de 1398 Timur va sortir cap a Chenuzan i va acampar a la rodalia d'aquesta població i l'endemà va enviar el seu net Khalil Sultan a Banu per la ruta de Kaptxagai, amb l'equipament. Després de marxar tota la nit va arribar a la fortalesa de Nagar el 12 de setembre de 1398, on ja havia enviat uns dies abans a l'amir Sulayman Xah i altres per fortificar la fortalesa que estava parcialment destruïda.
Allí Timur fou informat que la nació dels pervians, que eren una tribu similar als kafirs, als que s'havia donat ordre de presentar-se a la fortalesa de Nagar per ser enrolat a l'exèrcit, s'havien revoltat i refusaven enviar les seves milícies; fins i tot havien atacat una columna manada pel príncep Pir Muhammad, el net de Timur, que portava presoners cap a Kabul; els rebels van passar el riu Hir (Hind/Indus?) i es van refugiar a les muntanyes i boscos de l'altre costat. Timur va decidir atacar-los i es va presentar al seu territori en tres dies; Timur va fer avançar als seus homes a peu i va atacar i derrotar els pervians, capturant als infants i nens i va cremar les seves cases. Allí mateix se li van sotmetre els notables dels Ubels als quals va acollir amb simpatia i els va concedir diversos honors i els va confirmar en el seu territori.
Nagar ja estava gairebé reconstruïda i fortificada i Sulayman Xah va sortir per castigar a una altra tribu que havia d'haver-se presentat i no ho havia fet: els kelatians, una tribu nombrosa de gent robusta, valenta i de gran altura; els va derrotar i en va matar a molts i a altres els va fer presoners; les seves cases foren cremades i els seus bens saquejats; a la tornada Timur el va rebre amb molt d'honor. El 21 de setembre de 1398 Timur va deixar el país dels pervians i es va dirigir altre cop a Nagar; l'exèrcit segui avançant, per un costat amb Sultan Mahmud Khan, que manava l'esquerra; Sulayman Xah dirigia l'avantguarda per obrir camí en territori hostil i ara Timur va agafar una divisió de tropes escollides que va posar a les ordres de Sulayman Shah, i el va enviar cap a la ciutat santa de Multan per trobar-se amb el seu net Pir Muhammad que havia estat enviat pel davant contra la ciutat; va deixar 500 homes de guarnició a Nagar sota comandament de Shah Ali Farahi i es va dirigir a Banu on va establir una guarnició manada per Pir Ali Taz Selduz i Husayn Kurji. Va seguir avançant i el 28 de setembre va arribar a la vora de l'Indus, al mateix lloc pel qual havia creuat nedant Jalal al-Din Mangubertí de Coràsmia fugint de Genguis Kan. Allí es va construir un pont i en dos dies l'exèrcit va travessar el riu. Fou allí que Timur va acomiadar tots els ambaixadors entre els quals Said Muhammad Madani, ambaixador de La Meca, Medina i de tots els prínceps i xerifs d'Aràbia; i l'ambaixador del príncep Iskander Shah de Caixmir que havia ofert la submissió del seu amo a Timur, que aquest havia acceptat i li havia ordenat anar amb les seves tropes a reunir-se amb ell a Dipalpur.

## Timur passa el riu Indus (1398)
El 2 d'octubre de 1398 Timur va passar el Indus amb l'exèrcit i va acampar a l'altre costat al desert de Geru, anomenat també Txol Jalali perquè en ell s'havia refugiat Jalal al-Din Manguberti de Coràsmia fugint de Genguis Kan. Allí se li van anar a sotmetre els “rages” i els habitants de les muntanyes de Kuh Jihud (Couhdgioud) que el van informar que ja feia setmanes que s'havien sotmès a Rustem Taji Bugai Barles (que acompanyava a Pir Muhammad a Multan) i que havien fet a aquest diversos serveis (li van donar diners per pagar a les tropes i el van proveir de municions). Timur els va concedir el dret a no ser insultats “amb el qual van retornar contents a les seves llars”.

## Timur al riu Jhelum (1398)
Chihab al-Din Mubarek governava a la zona del riu Jamad i s'havia sotmès a Pir Muhammad ibn Jahangir ja feia setmanes però finalment havia decidit revoltar-se i quan va sentir que s'acostava Timur es va tancar a una fortalesa en una illa del riu Jamad (suposadament el riu Jhelum). El 4 d'octubre Timur va saber de la seva revolta i va enviar a l'amir Xaikh Nur al-Din a conquerir la fortalesa amb ordres de matar tothom que hi trobés. Així es va fer; la lluita fou ferotge i va durar tot un dia però finalment Nur al-Din va poder derrotar els enemics; molts es van ofegar i els altres van morir per l'espasa; Chihab al-Din va poder fugir amb els seus parents, servidors i oficials en uns vaixells que havia preparat per l'ocasió i que van poder arribar a Udja, al sud de Multan; fou perseguit per Nur al-Din que va poder matar algunes de les persones que estaven sobre els vaixells, però no va poder agafar els vaixells que no obstant van ser aturats per les tropes de Pir Muhammad i Sulayman Xah; Chihab al-Din, la seva dona i els seus fills van saltar a l'aigua i van poder arribar nedant a la riba i amagar-se a un bosc. Allí Timur va enviar a Xah Malik amb ordres d'exterminar a tothom; Yazdi diu que va massacrar a un gran nombre i va saquejar els seus bens, però no esmenta Chihab al-Din i la seva família que haurien pogut escapar. Després de seguir cinc o sis dies pel riu Jamad, el 14 d'octubre de 1398 van acampar a la vora del riu Genave (Chenab) a una fortalesa situada a la confluència del Jamad (Jhelum) i Chenab; en aquest lloc les aigües eren molt agitades i es va construir un pont que es va acabar el 17 d'octubre de 1398.

## Timur al riu Chenab (1398)
Després de passar el Chenab, Timur i l'exèrcit van acampar a l'altre costat. El dia següent va acampar enfront de la vila de Tulunba a 55 km de Multan. El raja i els notables de la població es van sotmetre. El mateix dia (18 d'octubre) va passar el riu Ravi i va acampar a l'altre costat (19 d'octubre) esperant el pas de tot l'exèrcit. El 21 d'octubre Timur i l'exèrcit van acampar a la plana propera a Tulunba. Aquesta ciutat fou taxada en dos milions d'escuts per la vida dels seus habitants i els seus bens; de l'impost en quedaven exempts els xerifs i els doctors en matèria religiosa; després la taxa es va rebaixar però la ciutat tenia dificultats per pagar; justament en aquell moment l'exèrcit anava curt de provisions i es va ordenar entrar a la ciutat i agafar tot el gra que trobessin, però com era previsible això va derivar en un saqueig brutal i absolut; les cases foren cremades i els habitants se’ls van emportar com a captius. Tot seguit Timur va saber que una sèrie de petits rages de l'entorn de Tulunba, que s'havien sotmès a Pir Muhammad, estaven revoltats; Timur va enviar a Shah Malik i Shaikh Muhammad Ait Kutmur a devastar els territoris d'aquests rages, de manera que servis d'exemple per a altres; els amirs van entrar als seus camps i van matar a unes dos mil persones i es van fer també molts presoners. El 28 d'octubre Timur va abandonar Tulunba i el 29 d'octubre va acampar a la vora d'un llac proper al riu Beas, a la vista de la població de Chavanaz.

## Continua el progrés de Timur (1398)
Al darrere d'aquest llac, protegit per un mur construït al seu entorn, s'havia retirat Nusrat Kukeri, germà del cap local Shaikh Kukeri, amb dos mil homes. Timur va disposar la batalla amb l'ala dreta manada pels amirs Nusrat al-Din i Allahdad i l'esquerra amb Xah Malik i Shaikh Muhammad Ait Kutmur; l'avantguarda sota Ali Sultan Tavachi. La batalla es va lliurar i fou una nova victòria per Timur. No es va saber si Nusrat va morir o va poder fugir; la zona fou saquejada i les cases cremades. El 30 d'octubre Timur va creuar el llac i les terres pantanoses properes i va anar a acampar a Chavanaz que havia estat evacuada i on els graners foren saquejats (i els que van quedar quan en van tenir prou, foren cremats). Les tropes van travessar el riu Beas perseguint a soldats de Nusrat, als que van aniquilar. El 2 de novembre va aixecar el campament i va seguir al costat del riu Beas fins a arribar a Jenjian. Allí va arribar Her-i Mulk, un servidor de Shah Rukh que venia d'Herat, anunciant que aquest estava en bona salut.

## Setge de Multan (1398)
Els rius riu Jhelum, Chenab i Ravi formaven defenses naturals per Delhi però cap dels rius havia estat un obstacle seriós per Timur, i l'exèrcit havia seguit endavant. A l'octubre Timur es va aturar al riu Sutlej per trobar-se amb Pir Muhammad que havia estat assetjant Multan. Aquesta ciutat havia muntat una forta defensa fins que finalment va caure en mans del timúrides després d'un setge de sis mesos quan les condicions dins de la ciutat eren insuportables, i hi havia tal escassedat que els habitants es van veure obligats a menjar coses impures segons la seva religió i fins i tot a cossos de morts segons va escriure Yazdi. Sarang Khan va fugir de la ciutat que fou ocupada per les tropes de Pir Muhammad. Però una inundació i desbordament d'aigües va causar una mortaldat entre la cavalleria i fou necessari portar a la ciutat els cavalls malalts. Aquest incident va provocar la revolta dels petits rages del país que van matar als governadors que Pir Muhammad havia instal·lat als seus respectius dominis; mancats els timúrides de cavalleria els rebels van poder avançar fins a les portes de la ciutat, però es van retirar quan van saber que Timur ja estava arribant. El 3 de novembre de 1398 Pir Muhammad va sortir de Multan i es va dirigir al campament imperial a la vora del riu Beas (Biah) on va arribar poc després.
Junayd Boroldai, el seu germà Bayazid i Muhammad Dervix Taikani, que durant la campanya de Coràsmia havien fugit de Jahan Shah i s'havien refugiat a l'Índia, van anar a veure a Pir Muhammad i li van demanar la seva protecció que els fou concedida. Pir Muhammad va intercedir per ells davant el seu avi, que els va perdonar la vida però els va fer empresonar breument, rebent el càstig d'unes bastonades d'acord a la Yasa o llei mongola. Timur es va informar de la situació a Multan; fora de les muralles de la ciutat, la situació dels homes de Pir Muhammad no era bona. Les malalties que afectaven els cavalls, havia provocat la mort de la majoria d'aquests; la rebel·lio dels governants locals nomé s'havia aturat quan la notícia de la imminent arribada de Temur havia arribat als rebels que s'havien retirat però restaven intactes. Pir Mohammed va ser felicitat pel seu avi per sotmetre a l'enemic. La seva recompensa va ser de trenta mil cavalls frescos i el comandament de l'ala dreta.

## Avanç cap a Delhi (1398)
El 4 de novembre Timur va travessar el riu Biah i va acampar a Jenjian que estava a uns 65 km de Multan; tot l'exèrcit va tardar tres dies en passar el riu. Timur va estar 4 dies a Jenjian i el 7 de novembre de 1398, Pir Muhammad va oferir un gran banquet. El 8 de novembre Timur va acampar a Schwal, i el 10 de novembre a Aswan, on va restar un dia i el dia següent va anar cap a Gehwal. La població de Dipalpur s'havia sotmès a Pir Muhamad que havia enviat com a governador a Muzaffar Kabuli amb mil homes. Però al saber el problema dels cavalls de Pir Muhammad, la gent de Dipalpur, unida als ghulams (esclaus turcs) de Firuz Shah Tughluq de Delhi, van matar a Muzaffar Kabuli i als seus mil homes. Quan pocs dies després Timur es va presentar a la ciutat, els habitants van arreplegar tots els seus bens i els van deixar a la ciutat, refugiant-se a la fortalesa de Badnur (Bhatnair). A Gehwal Timur va deixar l'equipament i el gruix de l'exèrcit a càrrec a Xah Malik i Dolet Timur Tavachi, i els va ordenar conduir-los via Dipalpur cap a Delhi (a una vila propera anomenada Samana, on es trobarien amb Timur). Timur va sortir de Gehwal amb deu mil homes i marxant dia i nit va arribar a Ajudan el 13 de novembre de 1398. La gent d'Ajudan s'havia sotmès a Xaikh Nur al-Din però dos caps locals, Shaikh Munaver i Shaikh Sad van arrossegar a les tropes i a la població cap a Bhatnair manats per Munaver. Quan va arribar Timur només quedaven els caps religiosos, que es van sotmetre humilment; un d'ells, Mawlana Nasir al-Din Amur fou designat governador local i Shahab Muhammad fill de Khoja Mahmud, fou designat per exercir el comandament militar; van rebre ordres de no fer res als habitants de la ciutat.

## Conquesta de Bhatnair (1398)
Timur va avançar pel Panjab tenint especial cura de venjar-se dels que s'havien revoltat contra el seu net. Un a un, pobles i pobles sencers es van buidar de terror a mesura que el conqueridor s'acostava, i els va arrasar i cremar totalment. A Bhatnair, els refugiats de Dipalpur i Pakpattan s'amuntegaven sota les muralles de la ciutat (ja no cabien a la ciutat). El 14 de novembre Timur va entrar a Ajudan i va visitar la tomba de Shaikh Ferid Sheker Konje; tot seguit es va dirigir a Bhatnair; va travessar el riu Dena i va acampar al turó de Kaleskuteli (a 15 km d'Ajudan i 80 de Bhatnir). Timur va fer la pregaria al matí a Kaleskuteli i després va avançar la resta del dia i tota la nit i a les 10 del matí del 15 de novembre es va presentar davant de Bhatnair. Els refugiats es comptaven per milers a la vora de la ciutat; el comandant de la fortalesa que governava sobiranament la regió, Rudulgin, es va disposar a defensar-se i disposava de milers de soldats.
Al primer assalt els suburbis de la plaça foren controlats pels timúrides. Després es va assaltar repetidament la porta principal defensada pel mateix Rudulgin, que finalment va haver de demanar condicions de rendició; Rudulgin, a través d'un cap religiós que era xerif, va demanar 24 hores per posar les coses en ordre i seguidament s'aniria a entregar a l'emperador; però no va complir l'acordat i l'assalt es va reprendre. Rudulgin llavors va enviar el seu fill Naib, que fou ben acollit i reenviat a la plaça; Rudulgin finalment va acceptar rendir-se i sotmetre’s a l'emperador (17 de novembre de 1398). Va sortir acompanyat del Shaikh Sad al-Din Ajudani; va oferir regals i va rebre alguns honors; després Timur va fer venir a tots els refugiats que es reunien a les portes de la fortalesa i va fer matar 500 habitants de Dipalpur en revenja per haver matat a Muzaffar Kabuli i els seus mil soldats; les dones i nens foren convertits en esclaus; en quan als habitants d'Ajudan també en va matar a una part, i la resta foren fets esclaus; els bens dels refugiats foren saquejats.
Kamal al-Din, germà de Rudulgin, veient aquests càstigs terribles, a les poques hores es va tancar a la ciutat mentre el seu germà era al campament imperial: Rudulgin fou immediatament empresonat carregat de cadenes; el setge es va reprendre i l'ordre fou omplir la ciutat amb la sang dels seus habitants. Aviat Kamal al-Din i els seus se’n van adonar que ja no tenien salvació i van demanar perdó sense massa esperança; Kamal al-Din i el fill de Rudulgin, Naib, van entregar les claus de la fortalesa. El 19 de novembre de 1398 els amirs timúrides Xaikh Nur al-Din i Allahdad entraven a la ciutat. Els notables locals però, es van negar a acceptar la contribució imposada a Dipalpur i Timur va ordenar esborrar la ciutat; els zoroastrians van cremar les seves cases i dones i nens foren tirats a les flames; algun que es deien musulmans van tallar el coll a dones i fills; i els hindús van voler morir amb l'espasa a la ma; Uzun Mezid de Bagdad i Nur al-Din foren els quals van fer mes mèrits i van rebre un ascens i altres honors. Segons la crònica, la matança va ser tan intensa que la ciutat va quedar plena de cadàvers en putrefacció.

## Darreres etapes fins a Delhi (1398)
El 3 de novembre Timur va abandonar Bhatnair, on no es podia estar a causa dels morts en descomposició. A uns 23 o 24 km va arribar a Kenari Huz (que vol dir “vora superior de l'aigua”) i l'endemà va anar a Firuzeh, passant per la vila de Serifeh, els habitants de la qual no eren musulmans i menjaven carn de porc; els habitants havien fugit i Timur els va fer perseguir per la cavalleria; foren atrapats i massacrats. Només va restar un dia a Serifeh i l'endemà va fer a prop de 30 km i va arribar a Fatahbad on va acampar. El 7 de novembre Timur va passar per Rajabnur i va anar a acampar a Ahruni on els habitants eren poc educats i incapaços d'oferir la submissió a l'emperador per lo que foren massacrats “com a bèsties” i els que no van morir foren convertits en esclaus; les seves cases foren arrasades. L'endemà van sortir d'aquí i van anar a acampar a Tuhene habitada per una tribu mongoloide (que se’n havien fet amos feia temps) dedicada al robatori; Timur va enviar contra ells a un regiment manat per Mawlana Nasir al-Din Amur i Tukel Hindu Karkara; en van matar mes de dos mil i es van apoderar dels seus bens.
El 27 de novembre de 1398 va sortir de Tuhene; l'equipament havia arribat i anava cap a Samana sota Sulayman Shah. Timur va acampar al Castell de Munek i va entrar als boscos on s'havien retirat els mogols de la zona, als que va empaitar i en va matar a prop de dos mil i va fer esclaus a les seves dones i fills i va saquejar els seus bens i ramats. En alguna població i vivien xerifs i Timur va nomenar un governador per que estiguessin protegits de possibles excessos dels soldats. El 28 de novembre Sulayman Xah va sortir amb l'equipament cap a Samana on va estar una nit; el dia següent va arribar al riu Kekher, i Timur que mentre havia lluitat contra els mogols, va arribar també allí; van estar allí quatre dies mentre arribava la resta de l'equipament; el 3 de desembre de 1398 Timur va anar a acampar al Pont de Fulcuble on se li van unir els soldats de l'ala esquerra manats per Sultan Mahmud Khan. També van arribar soldats enviats des de Kabul que pel camí havien conquerit i saquejat pobles i sotmès els habitants al poder de Timur. El 4 de desembre Timur va passar el pont; la resta de l'exèrcit que venia de Dipalpur a les ordres de Xah Malik, va arribar just aquest mateix dia. Va acampar a l'altre costat del pont fins al 7 de desembre. L'endemà en va sortir però només va avançar uns 8 km i va acampar a Fulbiran. El 9 de desembre de 1398 va acampar a Kuteil a uns 27 km de Samana.

## Preparatius per a la conquesta de Delhi (1398)
Arribat en aquest punt, Timur va reunir tos els cossos de l'exèrcit per una revista. L'ala dreta tenia com a comandants als prínceps Pir Muhammad i Rustem i alguns amirs; l'ala esquerra la manava Sultan Mahmud Khan i alguns prínceps i amirs, El 10 de desembre van arribar a la població d'Assendi a uns 27 km de Kuteil. Els habitants d'Afendi, Samana i Kuteil, que eren principalment hindús, van cremar les cases i van fugir a Delhi i els timúrides no van trobar cap oposició.
El 11 de desembre Timur va recórrer uns 10 km i va acampar a Togluqpur, habitada per una religió especial, que contraposava el bé i el mal, únics principis de l'Univers, representats pel déu Yazdan (la llum) i el diable Ahriman (les tenebres). Es feien anomenar els solun i van fugir davant les tropes; la ciutat fou incendiada i arrasada.
El 12 de desembre Timur va arribar a Panipat a 19 km de Togluqpur; els habitants havien fugit i només es va trobar un graner molt ple que es va repartir entre els soldats. El 13 de desembre es van fer 10 km mes i es va acampar al riu Panipat; l'endemà tots els amirs vam començar a preparar les seves cuirasses mentre continuaven la marxa. El 15 de desembre l'ala dreta va rebre ordre d'anar al palau de Jahan Numai, a 50 km de Delhi, construit per Firuz Shah a dalt d'una muntanya al peu de la qual passava el gran riu Jaun. L'ala dreta que era a Kan-i-Ghuzin es va traslladar al palau que van ocupar, van matar o fer esclaus als habitants i el van saquejar, retornant després al campament.
El 17 de desembre Timur, que era a Pelle, va aixecar el campament, va passar el Jaun i va avançar fins a la vila de Luni, entre el Jaun i el Hilen (el Hilen era un canal que Firuz Shah havia separat del Kalini i que es reunia amb el Jaun una mica mes avall de Firuzabad), que tenia abundant herba pels cavalls; a Luni governaven Mamun i Mishum que havien refusat presentar-se davant de Timur i optaven per defensar-se; un vell va sortir per sotmetre’s a Timur però la resta que eren zoroastrians i hindús optaren per resistir. Timur va ordenar el setge i en poques hores la plaça fou conquerida; els zoroastrians van cremar les cases amb dones i fills a dins. Timur va passar la nit allí i el 18 de desembre va ordenar separar els zoroastrians dels musulmans i dels oficials de Mallu Ikbal; els darrers foren tots executats; les cases de la ciutat foren saquejades excepte les dels xerifs i líders religiosos i finalment totes les cases de la ciutat foren cremades.
El 19 de desembre Timur va sortir de Luni i va arribar a la vora del Raun a la vista del palau Jahan Numai per conèixer la zona i donar millor les ordres, retornant al campament a la nit; llavors es va celebrar consell imperial amb els prínceps i els gran amirs i es va discutir el setge de Delhi. El projecte era acumular municions al palau de Jahan Numai (Mirador de l'Univers) per les necessitats i després iniciar el setge. Sulayman Xah i Jahan Shah entre d'altre dirigirien destacaments per saquejar el gra de tota la rodalia de Delhi, tasca que van començar l'endemà mateix.
Timur es va dedicar a inspeccionar el palau. Per allí van aparèixer uns quatre mil homes de cavalleria i cinc mil a peu de Mallu Ikbal (a mes de 27 elefants) i es van enfrontar a forces de Timur, uns 300 homes manats per Said Khoja. Timur se’n va assabentar i va enviar reforços que van atacar als hindús i els van posar en fuita. Timur ja estava disposat al combat; tot el camí cap a Delhi havia caigut a les seves mans i només quedava apoderar-se del premi més gran. Podia examinar el terreny des d'un lloc alt sobre el riu Jumna i Delhi estava davant del seu exèrcit. Tot i que havia estat debilitada i en perill per causa de la divisió interna, entre els seus murs hi havia un exèrcit de deu mil cavalls, entre vint i quaranta mil infants i 120 elefants equipats per a la guerra.
El mateix dia 20 de desembre, Ali Sultan Tavachi i Junayd Boroldai, exploradors de Timur, van fer cadascun un presoner; el d'Ali Sultan era Muhammad Salat que fou interrogat sobre la situació a Delhi i després executat.

## Batalla de Delhi (1398)
El 21 de desembre Timur va arengar als seus soldats. Al final Jahan Shah i altres amirs van fer notar que tenien 100.000 presoners indis, la major part hindús o zoroastrians, i que arribat el moment es posarien del costat de Mallu Ikbal i ferien perdre la batalla als de Timur, tal com s'havia demostrat en l'enfrontament del dia 20 de desembre quan els esclaus presoners havien demostrat clarament amb crits o simplement amb l'alegria de la seva cara que estaven del costat de Mallu.
L'enfrontament havia tingut dos conseqüències importants: primer, Timur havia aconseguit temptar Mallu a la batalla, tot i que fou un incident lleu; després del llarg setge de Multan, Timur va tenir la idea de prendre Delhi el més ràpidament possible i no volia començar un nou setge de setmanes fins a rendir la ciutat per la fam; molt millor era atreure Mallu a una batalla campal i resoldre el problema sense demora. En segon lloc, la lluita contra les tropes dels tàtars s'havia vist amb crits d'aprovació dels cent mil hindús presoners, capturats en la ruta a Delhi; tal va ser el fervor de la seva reacció, nascuda de les esperances d'alliberament, que Timur, que temia una rebel·lió a la seva rereguarda, va ordenar que tots foren assassinats en el lloc. L'ordre va haver de ser obeïda sota pena de mort en cas de desobediència; fins i tot els homes sants que viatjaven amb l'exèrcit de Timur havien d'exercir com a botxins, i molts ploraven al enviar a homes innocents a la mort a sang freda; fou un altre acte de crueltat extrema; potser aquesta inesperada carnisseria de captius afegia una certa por entre els seus homes.
Els poderosos elefants indis, dels quals havien escoltat històries fosques a Samarcanda i ara havien vist per ells mateixos, recoberts d'armadures pesades, que portaven aparells de llençar flames, arquers i ballesters a les torres protegides a l'esquena i homes armats amb simitarres que es rumorejava que estaven enverinades, feien una visió terrorífica. Les fletxes i sabres no servien per a ells. "Les fileres d'elefants poderosos, revestides d'acer complet, complementat amb la matança injusta, van fer desaparèixer dels caps les ganes de lluitar” segons l'historiador del segle xvi Khwandemir. Les histories explicades, complementat en que mai havien vist als elefants en una batalla, provocaven certament una por exagerada.
El 23 de desembre a la nit Timur va acampar a la riba del Jaun; el dia següent l'atenció es va dirigir als astròlegs de la cort; abans d'unir-se a la batalla, era habitual que expressessin la seva satisfacció perquè que els planetes estaven (sempre) en una posició favorable. Aquesta vegada, ja sigui per temors persistents dels elefants o per altres preocupacions menys mundanes, van expressar inquietud sobre el calendari dels plans de Timur. Inútilment. Per una vegada, Timur es va declarar poc interessat per la conjunció dels planetes i l'estat del cel. Els astròlegs van ser renyats. Timur no va esperar el seu veredicte, favorable o d'una altra mena. Públicament, va demanar que el seu Alcorà fos portat davant seu. El va obrir en un passatge que proclamava l'aniquilació d'un poble per la perseverança del seu poderós enemic. Timur va distribuir el seu exercit amb un ala dreta manada per Pir Muhammad ibn Jahangir; un ala esquerra manada pels prínceps Sultan Husayn Mirza i Khalil Sultan; la rereguarda va quedar sota comandament del príncep Rustem; Timur va agafar el comandament del centre.
El 25 de desembre Timur va passar el riu Jaun i va acampar a l'altre costat. Timur va ordenar als seus soldats que excavessin trinxeres profundes, reforçades amb muralles, per protegir les seves posicions. A continuació va situar estaques de ferro de tres puntes, que després es desplegaven pel camí dels elefants. Els búfals estaven units al coll i als peus per tires de cuir i alineats davant de les trinxeres. Els camells també es van cordar amb la fusta i l'herba seca a l'esquena. Els arquers calia que concentressin el foc en els conductors que controlava els elefants.
El mateix dimarts 25 de desembre de 1398, 
Timur s'havia situat al terreny alt amb vistes al camp de batalla. Com era costum en els últims moments abans que comencessin els combats, mentre que la tensió ocasionada per la imminència d'un vessament de sang s'estenia entre els exèrcits contraris, l'emperador va desmuntar, es va llançar a terra i va suplicar a Al·là per les seves benediccions. Havia fet tot el que podia. La resta estava en mans del Totpoderós. "Una batalla tan ferotge mai no s'havia vist abans", diu Yazdi. "La fúria dels soldats no es va portar mai a un excés tan gran; i un soroll tan espantós no es va sentir mai. Enmig d'aquesta terrible cacofonia, els arquers de Timur deixaven anar les fletxes contra l'ala dreta índia. Mallu i el sultà Mahmud van respondre dirigint la seva esquerra i avantguarda contra Timur, però en una brillant maniobra, van ser superades al seu flanc i a la seva part posterior per l'avantguarda de Timur. Després de perdre diversos centenars d'homes en la primera càrrega es van retirar. Timur havia aprofitat l'avantatge inicial. En veure en retirada les files disperses de la seva esquerra, Mallu i el sultà Mahmud van donar un senyal preestablert. La plana tremolava amb els trons quan els elefants de guerra es van avançar en una formació estreta, els homes fortament armats dels seus castells en miniatura van anar a punt de combat. Llançant el terreny quan s'apropaven a les línies tàtares, les grans bèsties blindades van fer por als homes de Timur. Seguint les ordres, els arquers van dirigir el seu foc cap als guies, però encara els elefants avançaven. Des del seu punt de vista, Timur va veure la commoció causada pels elefants entre els seus homes. Havia fet els preparatius per fer front a aquestes bèsties exòtiques de guerra. Era el moment de donar-los a conèixer. Els amirs van ordenar als camells portar paquets d'herba seca i llenya, de tirar endavant. A mesura que es van apropar els elefants, les càrregues es van encendre i els camells van avançar en pànic. De cop i volta els elefants van ser carregats per camells amb foc. La seva resposta va ser instintiva. Van rodolar de terror i van carregar de cap a les seves pròpies tropes, trepitjant-les a terra, i provocant caiguts entre les línies índies. El valent príncep Pir Muhammad va dirigir una càrrega al front de l'ala dreta, i ben aviat els indis van estar en retirada, massacrats sense pietat mentre buscaven la seguretat de les muralles de la ciutat de Delhi. Un altre príncep, Khalil Sultan, de quinze anys, es va distingir capturant un elefant, junt amb els seus guàrdies, i portant-lo com a regal al seu avi. Timur va quedar tan impressionat per la valentia del jove que li va atorgar el títol de sultà (abans es deia Khalil Mirza i va passar a ser conegut com a Khalil Sultan).
La batalla s'havia acabat. Tan grans van ser els munts de cadàvers que el camp de batalla s'assemblava a una muntanya fosca i els rius de sang es van córrer a través d'ella en fortes onades, segons Ghiyath al-Din, cronista de la batalla. Els tàtars de Timur havien aconseguit una de les seves grans victòries. Superant tant a Genguis Kan com a Alexandre el Gran, havien marxat per les muntanyes més prohibides del món, havien creuat rius i deserts i havien capturat una de les ciutats més riques del món. Els seus governants dividits no havien aconseguit defensar-la dels invasors del nord. Ara els seus infinits tresors estaven al seu abast. Mahmud Xah i Mallu Ikbal s'havien retirat després de la batalla al darrere dels murs de Delhi, però sabedors de que la defensa era impossible, a la nit, aprofitant l'obscuritat, van fugir de la ciutat; Mahmud Xah va sortir per la porta d'Havaderani i Mallu Ikbal per la de Baraka. Assabentat Timur de la fugida va enviar destacaments a perseguir-los però nomes van poder atrapar a alguns membres de l'escorta. Entre els presoners hi havia el príncep Malik Sherif al-Din (originalment anomenat Saif Khan) i sobretot el fill de Mallu, el príncep Kudadad. Aquella mateixa nit es va posar vigilància a les portes de la ciutat per evitar noves fugides.

## Entrada a Delhi i massacre a la ciutat (1398)
L'endemà (26 de desembre) Timur va entrar a Delhi en triomf. El seu estendard va ser hissat a les muralles i Timur va poder seure al tron del paó reial i va instal·lar el seu campament al barri de Jahan Penah a la vora del Havizcas. Els notables locals van confirmar la rendició formal i van suplicar per les seves vides. Mallu Ikbal i Mahmud Xah havien fugit i els havien abandonat a la mercè del vencedor. Timur va perdonar la vida als habitants a canvi d'un rescat.
Els 100 elefants aproximadament que havien quedat vius, foren oferts al triomfador. Timur els va enviar als quatre cantons del seu imperi, als prínceps de la casa timúrida a Tabriz, Siraz i Herat, a Tahartan de Erzinjan i a Xaikh Ibrahim de Xirvan; els acompanyaven missatgers anunciant la victòria. El 28 de desembre a les mesquites de Delhi l'oració del divendres es va fer en nom de Timur. Els oficials d'aquest van recollir el diner i objectes de Delhi, ciutat que estava a mes recollint el rescat.
Progressivament el nombre de soldats tàtars que van entrar a Delhi va anar pujant i una part d'ells va començar a separar als habitants de Delhi (que havien obtingut el perdó) dels refugiats (que no l'havien obtingut); altres van començar a mesurar el que havia de pagar cada comerciant i propietari. Uns milers estaven dins la ciutat requisant sucre i moresc per a les tropes. Altres hi entraven sense cap permís oficial ni tasca assignada, per curiositat, per buscar sexe, o fins i tot per saquejar contra les ordres. Les dones del seguici imperial van voler fer un tomb per la ciutat i per elles es van obrir les portes i no es van tancar durant hores el que va facilitar l'entrada de mes tàtars fins a uns 15.000. No se sap que va passar, segurament un incident aïllat va fer que els indis es tiressin sobre els soldats mongols de l'interior que foren massacrats; llavors les portes foren forçades i tots els soldats mongols van entrar a la ciutat i van començar a matar (3 de gener de 1399), saquejar i cremar. El nombre d'indis a la ciutat era deu vegades superior al de mongols, però aquests van acabar imposant-se després d'una lluita heroica de part dels habitants. Els indis, aculats a la ciutat vella, es van refugiar a la mesquita; 500 mongols hi van entrar i van massacrat a tots. Tres dies va durar encara la matança i el saqueig (3 a 6 de gener de 1399). Molts habitants de Delhi van ser fets presoners i convertits en esclaus i molts soldats van marxar amb 150 esclaus; els soldats que menys, portaven 20 esclaus. Encara que es diu que el saqueig i la massacre no havien estat permesos per Timur i que es va poder fer perquè ningú va gosar molestar-lo per advertir-lo, la realitat es que es molt improbable que els soldats haguessin procedit al saqueig sense ordres ja que era un delicte que es pagava amb la mort. A Delhi, saquejada profundament, la manca de llavors i l'abandonament de cultius va provocar la gana i les malalties associades, que van comportar milers de mort. Els cadàvers no eren enterrats i la putrefacció enverinava l'aire i l'aigua. Tardaria un segle a recuperar-se.

## Sortida de Delhi (1399)
Durant dues setmanes, Temur va romandre a Delhi, acceptant la rendició dels prínceps indis locals i afegint els regals al seu creixent tresor. Els mestres artesans i els maçons de Delhi, reconeguts per la seva excel·lència, van ser encadenats per a la marxa de retorn a Samarcanda. Les cròniques remarquen sobre un regal que va impressionar especialment a Temur, un parell de lloros blancs que durant anys havien estat a les avantcambres dels sultans indis.
Aleshores, bruscament, l'emperador va donar l'ordre de marxar. Un dels prínceps locals, Sayyid Khidr Khan, fundador de la dinastia Sayyid, que reclamava descendència del profeta Mahoma, es va instal·lar ràpidament com a governador de Timur del que avui és Panjab i el Sind Superior. Temur estava poc interessat en l'administració de l'imperi. El 9 de gener de 1399 Timur va aixecar el campament i va sortir cap a Firuzabad, on va restar breument per fer unes pregaries i visitar la famosa mesquita de marbre construïda pel sultà Firuz Shah a la riba del riu (Jumna), on l'emperador va agrair a Al·là el seu èxit recent; aquesta mesquita hauria inspirat la monumental mesquita anomenada de Timur a Samarcanda.
Llavors va arribar Xerif Shams al-Din, un dels xerifs de Tirmidh, acompanyat d' Ala al-Din, naib del Shaikh Kukeri, que havien anat en ambaixada a la vila de Kutele, i van informar que el príncep d'aquesta ciutat, Bahadur Nihar, es sotmetia voluntàriament a Timur i que el dia 11 hi aniria personalment. Timur va acampar a Vezirabad, prop de Jahan Numai, on els ambaixadors del príncep Nihar li va oferir com a regal, entre altres coses, els dos lloros ja esmentats. Després va creuar el Jaun i va acampar a un lloc anomenat Mudula. L'11 de gener va fer deu km mes i va acampar a Kete on, com havia promès, va acudir Bahadur Nihar i va fer submissió personal a més de portar nous regals. El 12 de gener era a Baghbut, amb uns jardins de gran bellesa; el dia 13 de gener va sortir i va avançar 10 km fins a acampar a Asar, entre dos rius.

## Conquesta de Myrthe o Meerut (1399)
El progrés cap al nord fou laboriós, s'avançava de vegades fins només quatre quilòmetres el dia. Tot i parades millors a Firuzabad o a Baghbut, no devia ser un retorn agradable. Els tàtars esperaven més batalles perquè la gihad no havia acabat. Hi havia encara molts més infidels per ser assassinats o convertits. L'exèrcit va avançar cap al nord-est, en direcció a la fortalesa de Meerut o Myrthe. Estan a Asar, Timur va enviar a Meerut a Rustem (al text original s'indica Kustem), Xah Malik, Allahdad i Taji Bugha que el dia 15 de gener van informar que Ilies Ugani i el fill de Mawlana Tehaneferi s'havien fet forts a la fortalesa amb un zoroastrià anomenat Safi, i refusaven rendir-se. Timur va muntar en còlera i aquell mateix dia (dimarts) va sortir cap a la fortalesa amb 1000 homes, i en dos dies va fer 40 km, arribant a Meerut passat el migdia del dia 17 de gener. Immediatament es van posar a excavar mines per passar les muralles; l'endemà es va atacar la porta principal i va poder ser forçada i forces de Timur van començar a entrar. Ilies Ugani i Ibn Mawlana foren capturats i portats lligats pel coll davant de Timur; Safi va morir en la lluita. El 18 de gener els zoroastrians foren descarnats vius i les seves dones i fills emportats com esclaus; la ciutat fou cremada i les muralles destruïdes. El mateix dia va enviar a Jahan Xah a devastar els territoris propers, habitats per zoroastrians, seguint el riu Jaun. L'amir Xaikh Nur al-Din va ser encarregat de portar l'equipament seguint el riu Karasu.

## Timur a la zona del Ganges (1399)
Timur va seguir en direcció al Ganges, a uns 70 km de Meerut i se li va unir Sulayman Xah. Va avançar 10 km i van acampar a Mansurah i l'endemà era a Piruznur a la vora del Ganges. Es va buscar un pas, cosa difícil perquè els que es van trobar eren de gran dificultat. Timur volia creuar però els amirs s'hi van oposar pel perill que comportava; va acampar i el dia següent era a Tugluqpur a mes de 30 km de Piruznur; van fer uns km mes i finalment un nombre immens de zoroastrians es van deixar veure a l'altre costat del riu.
Timur disposava de 50.000 cavallers; va retornar a Togluqpur i allí es va adonar d'un tumor al braç que li provocava dolor i malestar; els zoroastrians mentre, amb 48 vaixells, es dirigien pel riu al lloc on eren el timúrides però amb un miler d'homes que es van tirar al riu i van atacar alguns vaixells, els van derrotar; molts dels tripulants dels vaixells foren capturats i convertits en esclaus; després, ja disposant dels vaixells, es van dirigir contra altres vaixells i els van destruir. Finalment els exploradors de Timur van informar que havien trobat un pas fàcil per travessar el riu Ganges i que a l'altre costat i havia un territori poblat per zoroastrians, governat per Mubarak Khan, que estava disposat a oposar-se a Timur. Aquest no s'ho va pensar i va arxar contra ells; Mubarak Khan disposava de 10.000 cavallers i un nombre incert d'infants mentre que Timur en tenia menys nombre ja que les ales de l'exèrcit estaven una mica allunyades. Amb mil homes Xah Malik i Allahdad van atacar i van posar en fuita a l'enemic que pensava que al darrere hi havia un exèrcit mes gran; els homes foren massacrats i les dones i nens foren fets esclaus; es va fer un gran botí en bestiar.
Poc després es va saber que a l'anomenat estret de Kutele es concentrava un gran exèrcit de zoroastrians i Timur va decidir atacar-los. Es va lliurar batalla; durant aquesta un zoroastrià de nom Malik Cheika va atacar a Timur que li anava a fer front però fou advertit per error que es tractava d'un dels seus propis homes, Shaikh Kukeri, i Timur va desistir de l'enfrontament fins al cap d'una estona quan ja ben informat, va perseguir a Malik Cheika i el va matar. La victòria final fou per a Timur, però acabada la lluita va saber que al lloc mateix de l'estret de Kutele (el combat s'havia donat a uns 15 km) els zoroastrians havien agafat posicions. Es va dirigir cap allí amb la sort de que l'ala de l'exèrcit manada per Pir Muhammad ibn Jahangir que retornava d'una incursió a l'altre costat del riu, va arribar en aquell moment; amb aquest reforç els zoroastrians foren fàcilment derrotats i es va fer molt de botí. Fou el tercer combat en un dia de Timur.
A les muntanyes de Kupele encara quedaven molts zoroastrians que posseïen cases i bestiar i Timur tenia el propòsit d'atacar-los. L'exèrcit timúrida va avançar en bon ordre i els enemics, inicialment disposats a resistir, van perdre la calma i aviat es van començar a retirar; foren perseguits i la major part van ser morts. Les seves riqueses foren saquejades. Després van retornar a la vora del Ganges on van fer una pregaria i van repassar el riu.
El 23 de gener, acampats, van tenir notícies de l'hostilitat dels hindús de les muntanyes Sualek. Timur va ordenar a les tropes que anaven amb l'equipament, manades per Khalil Sultan i Xaikh Nur al-Din, d'anar a Sualek. Ell mateix hi va participar tot i els precs perquè restés al campament i no s'exposés; també va cridar a l'emir Jahan Shah que es va unir al contingent. El 24 de gener van anar cap a Sualek i pel camí van trobar el raja Behruz que s'havia fet fort a la muntanya en una fortalesa, que van derrotar fàcilment; molts van morir i altres foren fets esclaus i els seus bens foren saquejats. La nit següent Timur va dormir a la tenda de Pir Muhammad i l'endemà va arribar a Behre, prop de Bekere o Meliapur. El 28 de gener va recórrer uns 7 km i va acampar a Shesarsava. La marxa era lenta perquè els soldats anaven molt carregats de botí. L'endemà es va fer un trajecte similar i es va acampar a Kender.
El 30 de gener Timur va passar el Jaun acampant a una altra part de les muntanyes Sualek. Allí hi havia un raja de nom Ratan que va fer una crida als hindús de la regió i va reunir milers de partidaris; Timur va ordenar avançar contra ells; s'amagaven als boscos però les forces de Timur van tallar arbres per fer camins i en una nit van avançar uns 20 km. El 31 de gener es va arribar a un lloc entre les muntanyes de Sualek i de Kuke on el raja havia preparat la batalla; però el seu exèrcit no era professional sinó un exèrcit de pagesos, que quan els timúrides van atacar no van mantenir el front i van fugir; molts foren morts i la majoria convertits en esclaus i els seus bens saquejats. El mateix dia l'ala dreta de l'exèrcit va obtenir una victòria en un altre punt i també va fer molt de botí; i l'ala esquerra una tercera victòria amb molts morts però sense aconseguir botí. La nit següent les dues ales es van reunir amb Timur.
L'1 de febrer Timur va entrar altre cop a les muntanyes Sualek i va acampar a 75 km de Bekirkut; les tropes de Khurasan (l'ala esquerra) van fer algunes incursions per recollir botí, L'amir explorador Santamaura Bahadur va arribar alertant d'una gran concentració d'hindús i zoroastrians. L'ala esquerra va tenir moltes ocasions de saquejar però finalment es van dirigir contra la major concentració i amb mes bestiar a la qual es va afegir el propi Timur; es va obtenir una nova victòria i a la vesprada es va repartir el botí; durant un mes es van donar una vintena de combats i es van conquerir set ciutats fortaleses situades a entre 5 i 10 km una de l'altra i els seus habitants estaven enfrontats uns als altres si bé antigament havien estat tributaris tots del sultà de Delhi. Una d'aquestes set places era Shaiku, d'un parent del Shaikh Kukeri, es va sotmetre a Timur però la submissió era forçada i després d'algunes injustícies es van acabar revoltant; llavors els timúrides van assolar la plaça i van matar a dos mil zoroastrians; un altre de les set fortaleses pertanyia a Malik Diu Raja i, igual que les altres, fou conquerida amb facilitat.

## Submissió del Caixmir (1399)
El 3 de març de 1399 Timur va sortir de Mansar i va acampar a Bayla, ja a la província de Jammu. La gent de la població estaven disposats a resistir, però Timur va ordenar diferir l'atac a l'endemà. El 4 de març Timur va preparar l'exèrcit i va atacar, però els habitants de Bayla van fugir cap als boscos. A la ciutat els timúrides van trobar diners i municions. Van sortir d'allí el mateix dia i van anar a acampar a uns 6 km d'allí. Allí va arribar el príncep Rustem i els amirs que havien estat enviats a Caixmir, amb una carta del rei Shah Iskandar i uns enviats d'aquest sobirà en el qual oferien la submissió del rei a Timur, demanaven la protecció d'aquest i per garantir la fidelitat el propi rei estava viatjant cap allí i devia estar en aquell moment a Gebhan. Allí el va anar a trobar l'amir Nur al-Din que va indicar al rei que el preu de la protecció eren 30.000 cavalls i cent mil derets d'or i el rei va tornar enrere per recollir la suma i els cavalls. Però Timur va reprovar aquest tribut per ser molt excessiu i va fer cridar el rei perquè l'anés a veure sense necessitat de preocupar-se pel tribut, i va enviar amb aquesta finalitat als ambaixadors caixmiris (5 de març); Timur donava deu dies al rei per presentar-se a la vora del riu Indus. Cap allí es va dirigir Timur i pel camí va saquejar tres ciutats.
Yazdi descriu el regne amb diverses informacions llegendàries. La capital la situa a Nagaz o Nagar, pel mig de la qual passava un gran riu de la mida del Tigris, però nascut d'una sola font anomenada de Vir; en el riu hi havia trenta ponts de vaixells als principals camins dels quals set eren a Nagar. El riu tenia diversos noms com Dindana i Jamad i s'unia al Genave més enllà de Multan i al riu unit s'unia poc després el Bias; tots desaiguaven a l'Indus després de la vila d'Utja. Les muntanyes aïllaven al país al que s'arribava per tres rutes: la de Khurasan, la de l'Índia i la de Tibet de les quals només la darrera era una mica accessible sent les altres de molta dificultat.

## Domini del regne de Jammu (1399)
El dia 6 de març Timur va fer uns 6 km i va acampar enfront de la capital de la província de Jammu; el 7 de març va arribar al naixement del riu Jammu, propera a la ciutat de Jammu (al peu de la muntanya on neix el riu) tenint a la dreta la ciutat de Menu. Timur va enviar a saquejar Menu mentre les tropes entraven a Jammu on van trobar sobretot municions; els habitants s'havien refugiat als boscos. El 8 de març va passar el riu Jammu, va fer 6 o 7 km i va acampar a la vora del riu Genave. Quan els hindús de Jammu que s'havien amagat van sortir per retornar a les seves cases, diversos destacaments que s'havien emboscat, els van atacar i van matar a la majoria a cops de sabre. El rei de Jammu fou fet presoner junt amb 50 suposats notables zoroastrians que foren portats a Timur; tots foren carregats de cadenes excepte el rei que havia estat ferit i que fou curat de la seva ferida i pressionat per convertir-se a l'islam cosa que va haver de fer. Llavors Timur li va retornar el regne i va signar amb ell un tractat de protecció. El 10 de març encara romanien a la vora del Genave.

## Conquesta de Lahore (1399)
Inicialment Shikai Kuker, sobirà de Lahore, havia estat al costat de Timur i l'havia acompanyat per l'Índia; estant entre el Ganges i el Jaun va demanar permís per tornar al seu domini que li fou concedit; es va acordar que aportaria regals per l'emperador quan es tornessin a reunir a la vora del Bias. Segons Yazdi va oblidar les seves promeses, es va dedicar als plaers i no va rebre adequadament a alguns oficials timúrides, molts dels quals va fer com que ignorava que havien passat per la ciutat. Timur en fou informat estant a Jammu i va ordenar la seva detenció i la devastació del país enviant alguns prínceps i emirs.
Aviat es va tenir notícia que havien conquerit aquesta ciutat i Shikai Kuker havia estat fet presoner. L'11 de març Timur va creuar el Genave, va avançar 8 km i va acampar. Allí van arribar enviats de Miran Shah de Tabriz, que van posar a Timur al corrent del que passava a l'Imperi inclòs el setge d'Alinjak, així com de la bona salut del propi príncep i dels seus fills. L'endemà (12 de març) alguns malalts de l'exèrcit es van ofegar al riu i Timur va facilitar cavalls dels seus propis per facilitar el pas del riu i evitar mes ofegaments; aquesta dia Timur va enviar el missatger Hindu Shah Kazan a Samarcanda a informar del seu imminent retorn; també aquest dia van arribar missatgers de Pir Muhàmmad ibn Úmar Xaykh de Siraz, que van informar de la situació a Pèrsia i de la bona salut del príncep. El 13 de març es va aixecar el campament de la vora del Genave i es van avançar 10 km mes i va acampar a una zona desèrtica.
Va enviar missatgers a Samarcanda per convocar als prínceps a que l'anessin a veure; Timur que volia passar el riu Didana amb anticipació, es va avançar a la resta de l'exèrcit i el dia següent va fer 10 km mes i van acampar a la vora d'un bosc. Allí van arribar Pir Muhammad ibn Jahangir i Rustem, amb els amirs Jahan Xah i Sulayman Xah, que venien de Lahore i portaven un botí considerable. Es van intercanviar els regals i Timur va fer les distincions habituals als guerrers mes destacats. Allí mateix va fer regals als diversos amirs i caps de l'exèrcit als que va reenviar cap a les seves llars per diverses rutes prèviament assignades. Keder Khan que havia estat empresonat per Sarang Khan, germà de Mallu Ikbal i tot seguit s'havia hagut de retirar a Biana amb el rei musulmà Ahudan, quan es va assabentar de l'arribada de Timur el va anar a trobar i es va posar al seu servei; Timur el va gratificar amb la concessió del govern de la ciutat i província de Multan. Timur va ordenar també una cacera que fou un altre massacre d'animals. El 15 de març van seguir el camí i van avançar uns 12 km acampant a Gebhan, a les fronteres del Caixmir. El 16 de març Timur va sortir de Gebhan i va avançar uns 6 km fins a acampar a la vora del Dindana. Allí es va construir un pont pel qual va passar l'exèrcit.

## Resum de les actuacions de Caixmir, Jammu i Lahore (1399)
En els contraforts de Caixmir i de les muntanyes de l'Himàlaia Timur va continuar lluitant; unes vint batalles més o menys es van lliurar allí; va saquejar de forma rendible quan es va presentar l'ocasió. El xah musulmà de Caixmir va presentar promeses d'un ampli tribut. El raja hindú de Jammu va ser capturat en una emboscada i convertit ràpidament a la fe musulmana.
Es va enviar una expedició contra Lahore per castigar un príncep que ja s'havia sotmès a Timur, però que no ho havia sabut o volgut comparèixer per ajudar segons les instruccions. Lahore va ser ocupada i el príncep descuidat va ser executat. El març, Temur havia satisfet la seva voluntat de guerra i de tresors. Es va acomiadar dels prínceps de la línia real i els va donar permís per tornar a les seves províncies.
A Caixmir, amb gran preocupació dels seus amirs i prínceps, un tumor li havia afectat el braç. Ara, mentre es dirigia cap al nord de Kabul, va desenvolupar erupcions a les mans i als peus, amb una incapacitat tan greu que ja no podia romandre a cavall. El seu viatge de tornada a través de l'Hindu Kush es va haver de realitzar en una llitera arrossegada per mules. Durant un sol dia, va escriure Yazdi, la ruta era tan circuïda que la comitiva reial va haver de creuar el mateix riu quaranta vuit vegades.

## Camí de retorn a Samarcanda (1399)
El 17 de març de 1399 Timur va abandonar el campament i va recórrer 30 km seguint el riu Dindana, acampant a Sanbaste. L'endemà va acampar a la vora del castell de Beruje. D'allí va sortir per anar al desert de Jalali i després d'uns 5 km va acampar a una caverna per protegir-se de les pluges torrencials. El 18 de març era a l'Indus on els amirs Pir Ali Taz Sulduz i altres, que tenien el comandament de la frontera, havien fet construir un pont de vaixells. Timur va passar ràpid i es va separar de l'exèrcit que seguia al darrere. Va fer 15 km abans d'acampar.
El 19 de març va aturar-se a Banu on hi havia els amirs Pir Ali Taz i Husayn Kutxin als que va ordenar restar allí fins a l'arribada de l'exèrcit. El 23 de març va sortir cap a Nagar on va arribar l'endemà. Es van enviar missatgers a Tabriz per comunicar les darreres accions i es van cridar tropes de Kabul per lluitar contra els uganis. Al castell de Nagar, Timur va fer reconstruir les muralles per incloure dins una font que trobava especialment bonica, el que després va ocupar una setmana (del 26 de març a l'1 d'abril de 1399). Nusrat Kumari fou nomenat governador del castell amb 300 homes de guarnició als que va afegir 400 uzbeks. A Irjab va nomenar governador a Shaikh Hassan nebot de Xaikh Nur al-Din. Després va abandonar Nagar i va anar a acampar al domini de Shaikh Mubarak Shah.
El 25 de març va anar cap a Kermage on Shaikh Ahmed Ugani el va rebre amb un tipus d'hospitalitat que no va agradar a Timur; a la nit va acampar a Aksika on Shaikh Abdul si que el va rebre degudament; el 26 de març va acampar a Rami i va enviar un missatger a Herat, per anunciar a Shah Rukh la seva arribada; l'endemà es va aturar a una població de la que va sortir a les poques hores i va arribar a Kabul on va deixar a l'emperadriu Txelpan Mulk Agha i algunes tropes per descansar; l'amir Mubashir fou encarregat d'acompanyar-la una vegada reposada. A la nit Timur va arribar al canal de Jui Neu, ple de peixos, i l'endemà 28 de març de 1399 va arribar a Garband, un creuament de camins on va fer construir un hospital. L'endemà va creuar les muntanyes Jerberto i va acampar a una plana a menys de 10 km.
Allí Timur es va posar malalt amb unes llagues doloroses a mans i peus, però que només van retardar el camí un dia; va arribar un missatger de Xah Rukh amb bones notícies sobre la salut d'aquest príncep. Van sortir d'aquest lloc el tercer dia d'haver-hi arribat; a causa de la seva malaltia Timur anava en llitera però gairebé era pitjor que en cavall per lo que se li va fer una mena de llitera de cuiro amb el qual van poder passar les muntanyes Siaputx; hi havia un riu serpentejant per la muntanya que va haver de ser creuat en total 48 vegades. El 31 de març van arribar procedents de Samarcanda els servidors domèstics de la reina Sarai Mulk Khanum, Tuman Agha i la resta de dames; el 2 d'abril Timur havia guarit de la seva malaltia i el 3 d'abril va sortir de Sarab cap a Bakelan; va acampar a Aker i després a Karabulak. Les dames del princep Pir Muhammad i les de l'amir Shah Jahan, i els notables de Bakelan li van oferir els seus respectes; el 4 d'abril va arribar a Semenkan i el dia següent a Khulm, d'on va sortir al migdia per arribar a mitjanit al pas del Jihun a Tirmidh.

## Arribada a Samarcanda (1399)
El 5 d'abril Timur va passar el Jihun i a l'altre costat fou rebut pels prínceps Ulug Beg, Ibrahim Sultan, la princesa Beghisi Agha, la reina Sarai Mulk Khanum (esposa principal), Tuman Agha, i Tukal Khanum (la reina menor), els joves prínceps, els amirs, notables i caps religiosos; tots es van precipitar cap endavant per saludar i felicitar el vell emperador pel seu triomf. Es van quedar a Tirmidh durant dos dies i es va celebrar un banquet ofert pel gran xerif Ala al-Mulk; el dia 8 van anar al kishlak  de Jahan Xah; el 9 als banys de Turki; el 10 van passar la Porta de Ferro i van acampar al riu Barik; l'11 va acampar a Shekedalik; el 12 a Kuzimondak; el 13 a Durbilgin on va arribar Xah Rukh que venia d'Herat.
En el mateix lloc el príncep Muhammad Umar, fill de Miran Shah, que havia estat encarregat del govern de Samarcanda, va rebre a Timur i li va baixar els peus; Timur el va rebre molt be ja que havia tingut informes de la seva bona gestió com a governant. El 14 d'abril va acampar en un petit riu i el 15 a la plana de Kish; va anar a visitar la tomba dels seu pare, els seus fills i del sant Shams al-Din Kajar. Va restar a Kish durant 15 dies. En va sortir el 29 d'abril i va acampar al riu Rudek. Tal com s'apropaven a la capital ja s'estava preparant l'entrada triomfal que seria la mes espectacular del seu regnat.
El 30 d'abril va acampar a Txenar Rabat (Vila dels Platans); l'1 de maig va passar les muntanyes i va acampar a Kutluq Yirt; el 2 era a Takh Karatshah (un lloc construït per ordre de Timur) i el 3 al kiosk de Jahan Numa. El 3 va anar a la casa de descans de Doletabad; el 4 era al kiosk del jardí de Dilcu Shah, on el palau s'havia acabat feia poc, on hi va haver un altre banquet amb assistència de prínceps, princeses i reines, amirs, nevians i notables. El 6 de maig va fer entrada a Samarcanda; es va banyar i va fer les ablucions; va visitar la tomba del sant Ferkad Katan ibn Abbas i va visitar un hospital construït per la reina Tuman Agha; després va anar als jardins de Baghi Behig i després al palau de Baghi Bulan on va arribar l'equipatge i els elefants; Timur va repartir entre prínceps, amirs (incloent els que no havien participat a l'expedició) i notables, les riqueses aportades de l'expedició a l'Índia. El governant de Multan, Sarang Khan, carregat de cadenes, fou enviat al príncep Muhammad Sultan (d'Andijan). El príncep Xah Rukh va rebre autorització per retornar a Khurasan (província mongola).
El 18 de maig Timur va ordenar la construcció d'una gran mesquita. En aquests dies va arribar Muhammad Sultan des d'Andijan per fer els honors al seu avi. Passat el mes de ramadà i la festa de Bayram, Timur va anat de visita al palau de Dilku Shah on va organitzar un banquet. La princesa Rokia Khanika fou l'encarregada d'oferir el banquet que fou dels mes majestuosos.